# Acheo (figlio di Seleuco I)
Acheo (in greco antico: Ἀχαιός?, Achaiós; fl. III secolo a.C.) è stato un nobile seleucide, figlio minore di Seleuco I.

## Biografia

### Origini familiari
Acheo era molto probabilmente figlio di Seleuco I, fondatore della dinastia, e di Apama I; aveva quindi un fratello maggiore, Antioco I, forse due sorelle e una sorellastra, Fila.

### Vita e discendenza
Acheo era un ricco proprietario dell'Asia minore e fu quasi considerato un regnante autonomo tanto era il suo potere, indipendente da quello del sovrano, sui propri vasti possedimenti. Ebbe quattro figli: Andromaco, Alessandro, Antiochide e Laodice I.

## Ascendenza
|           |           |                      | Genitori |  |  | Nonni   |  |  | Bisnonni |  |
|           |           |                      |          |  |  | Antioco |  |  | …        |  |
|           |           |                      |          |  |  | Antioco |  |  | …        |  |
|           |           | …                    |          |  |  | Antioco |  |  |          |  |
| Seleuco I |           |                      |          |  |  | Antioco |  |  |          |  |
|           |           | Laodice di Macedonia | …        |  |  |         |  |  |          |  |
|           |           | Laodice di Macedonia | …        |  |  |         |  |  |          |  |
|           |           | Laodice di Macedonia | …        |  |  |         |  |  |          |  |
| Acheo     |           | Laodice di Macedonia |          |  |  |         |  |  |          |  |
|           | Spitamene | …                    |          |  |  |         |  |  |          |  |
|           | Spitamene | …                    |          |  |  |         |  |  |          |  |
|           | Spitamene | …                    |          |  |  |         |  |  |          |  |
| Apama I   | Spitamene |                      |          |  |  |         |  |  |          |  |
|           |           | …                    | …        |  |  |         |  |  |          |  |
|           |           | …                    | …        |  |  |         |  |  |          |  |
|           |           | …                    | …        |  |  |         |  |  |          |  |
|           |           | …                    |          |  |  |         |  |  |          |  |